# Radio Kinnekulle

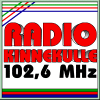
Radio Kinnekulles logotyp, ritad under tidigt 1990-tal av David Thåst.

Radio Kinnekulle, tidigare Radio Götene, är en närradiostation, startad 1982, med studio i Götene. Stationen sänder från toppen av Kinnekulle och täcker stora delar av de nordvästra delarna av gamla Skaraborgs län.

## Bakgrund
År 1980 diskuterade en handfull personer möjligheten att sända radio per tråd, till de olika institutioner som då fanns i Götene tätort. Under förberedelserna väcktes även intresset för den nya möjligheten närradiosändningar, det vill säga att få sända radio med en radiosändare på låg effekt.

## Frekvenser och sändarplaceringar

### Från och med 1 januari 2001
- Kinnekulle: 102,6 MHz

### Från och med 5 maj 1984
- Kinnekulle: 90,2 MHz

### Från och med 1 december 1982
- Götene: 90,2 MHz

## Nuvarande sändare
- Frekvens: 102,6 MHz
- Polarisation: Vertikal
- Effekt: 150 W (erp) riktat mellan 30°–220°(in över land), 15 W (erp) mellan 220°–30° (ut över Vänern)
- Sändarplacering: Toppen av Kinnekulle
- Stereo: Ja
- Radio Data System (RDS): Ja
- RDS-identifikation: RK-KULLE

## Historik
- Den 21 maj 1981 hölls den första närradioinformationen i Götene. 27 representanter från cirka 20 föreningar och organisationer deltog.

- Den 15 oktober 1981 var det dags till ytterligare en samling där det beslutades om en arbetsgrupp bestående av fyra personer.

- Februari–april 1982 hölls sex informationsträffar för cirka 35 lika föreningar och organisationer samt kommunen.

- Den 24 april 1982 blev ett historiskt datum. En storsamling i centrumhusets sessionssal ägde rum, där närradioföreningen Radio Götene bildades samt beslut togs att starta närradiosändningar den 1 december 1982. Tolv personer från sju föreningar var närvarande.

- Den 15 juni 1982 hölls Radio Götenes första föreningsstämma i Centrumhuset Götene.

- Den 30 juni 1982 fick Radio Götene sändningstillstånd för närradio.

- Vecka 34 1982 startades den första studiecirkeln för produktion och teknik.

- Den 1 december klockan 08.00 startade Radio Götene som första närradiostationen i länet sina radiosändningar på 90,2 MHz från en studio i källaren på en privat villa belägen på Linnégatan i Götene. De första åren därefter sändes regelbundet program av 10–15 föreningar. Sändaren var då placerad på vattentornet i Götene och räckvidden var begränsad.

- Under tiden arbetades på hur man skulle kunna nå hela kommunen. Den 5 maj 1984 påbörjas provsändning med en sändare placerad på Kinnekulle och från och med oktober månad sändes det permanent därifrån.

- 1985 började radion direktsända kommunfullmäktiges möten.

- Den 21 februari 1985 köps teknikutrustning in.

- Skyltsöndagen 1985 invigdes den nya studion på Järnvägsgatan 13 med direktsändning och öppet hus, besökt av cirka 400 personer.

- 1987 sänds "sommarsändningar" för första gången.

- Under 1988 köps HF-utrustning[förtydliga] in och man påbörjar undersökningar för möjligheter till stereosändning. Sändningar från landstinget diskuteras under februari, och 8 september sänds en valdebatt.

- 1990 börjar stereosändningar på prov.

- 1992 inköps ett nytt mixerbord för stereosändningar och man börjar undersöka möjligheterna att skaffa en egen sändare, men avstår från anskaffningen.

- 16 september 1993 bytte Radio Götene formellt namn till Radio Kinnekulle, den gamla logotypen byttes ut, och en ny epok startades.

- Oktober 1994 planerades en nedläggning av närradion på grund av bristande ekonomi.

- 1996 anskaffades en portabel radiolänk. Under juni startar sändningar knutna till olika arbetslöshetsprojekt.

- Skyltsöndagen 1997 firas 15-årsdagen. Under året har ny teknik i form av Minidisc-spelare och CD-växlare tillkommit.

- 1998 börjar utvecklingen av hemsidan.

- Hösten 2000 börjar datorer användas för ljudbearbetning.

- 1 januari 2001 startades ytterligare en ny epok i radions historia. Radio Kinnekulle skaffar egen sändarutrustning tack vare ett bidrag från kommunen för att säkerställa möjligheten till kommunal information. Den nya utrustningen inkluderar reservkraft för strömavbrott upp till 8–10 timmar och ger bättre ekonomiska förutsättningar, eftersom det har kostat cirka 42 000 kronor per år för hyresavtalet för sändaren på 90,2 MHz. Radion byter samtidigt till den nuvarande frekvensen 102,6 MHz och kompletterar sändaren med RDS.

- 2001 sändes ett bibelmaraton under hösten.

- Under hösten 2002 byggs lokalerna om för att bli mer ändamålsenliga. Receptionen avvecklas till förmån för ett större kontor. Skivarkivet komprimeras till en CD- och en LP-avdelning istället för de tidigare tre–fem olika platser som i varierande omfattning tidigare använts.

- 1 december 2002 fyllde närradion i Götene 20 år. Det firades med en veckas mellanvågssändningar och start av testsändningar via Internet – gammal teknik mötte ny. Man har byggt upp ett "museum" med gammal utrustning för radioproduktion, som det även går att sända från.

- Under 2006 skaffades en egen internetdomän.